# Нойц-Леттевиц
Нойц-Леттевиц (нем. Neutz-Lettewitz) — район городского округа Веттин-Лёбеюн в Германии, в земле Саксония-Анхальт, входит в район Зале.
Население составляет 778 человек (на 27 апреля 2015 года). Занимает площадь 15,22 км².

## Состав
В состав района входят 4 населённых пункта:
- Нойц (нем. Neutz, 51°36′24″ с. ш. 11°50′25″ в. д.HGЯO).
- Леттевиц (нем. Lettewitz, 51°34′58″ с. ш. 11°51′49″ в. д.HGЯO).
- Долебен (нем. Deutleben, 51°35′52″ с. ш. 11°50′30″ в. д.HGЯO).
- Гёрбиц (нем. Görbitz, 51°34′38″ с. ш. 11°52′35″ в. д.HGЯO).

## История
1 октября 1965 года, поселения: Нойц, Леттевиц, Долебен, Гёрбиц — были объединены в коммуну Нойц-Леттевиц.
1 января 2010 года, после проведённых реформ, Нойц-Леттевиц вошёл в состав нового городского округа Веттин-Лёбеюн в качестве района.

## Галерея

Нойц-Леттевиц на карте городского округа
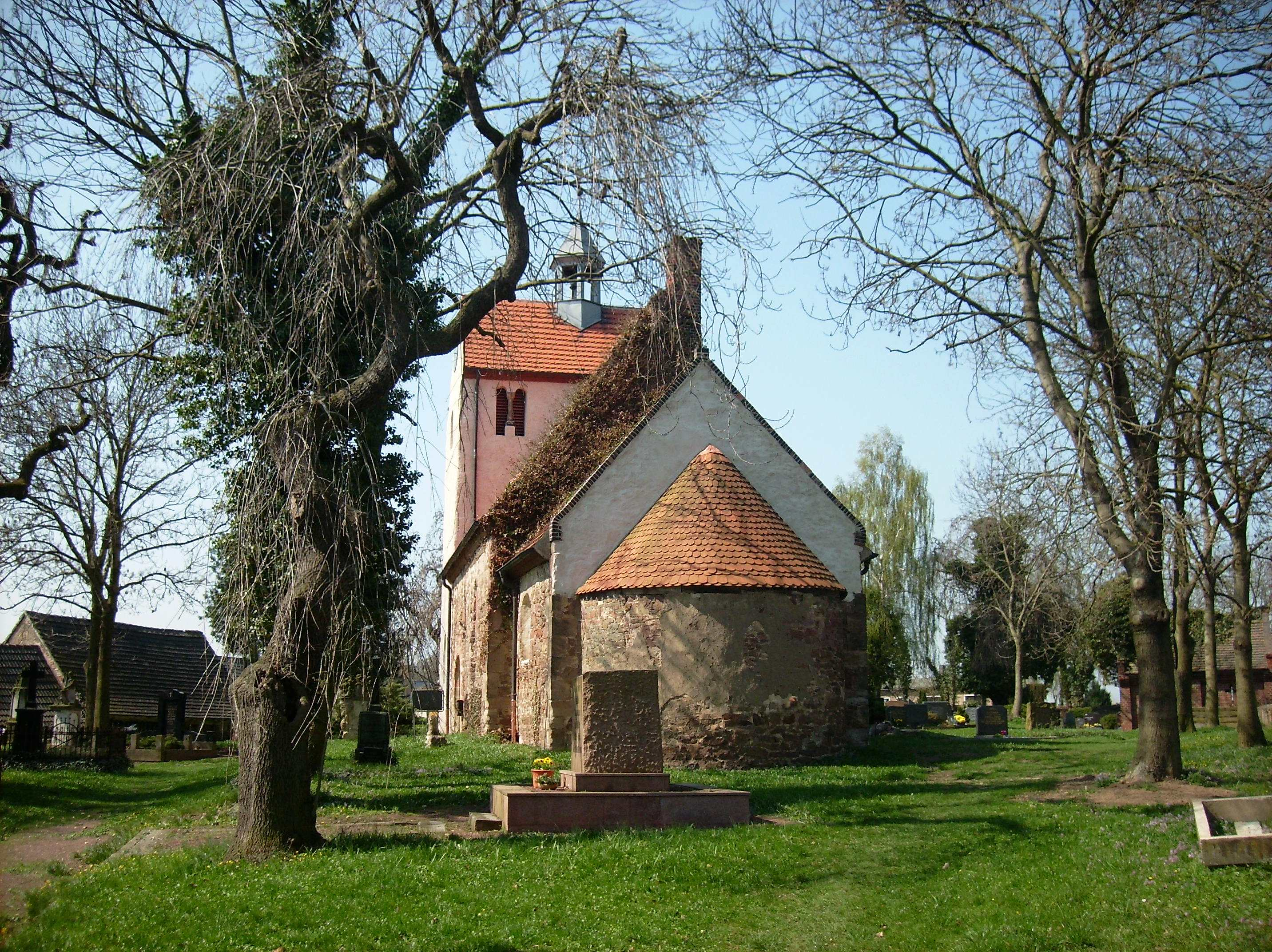
Церковь в Нойце
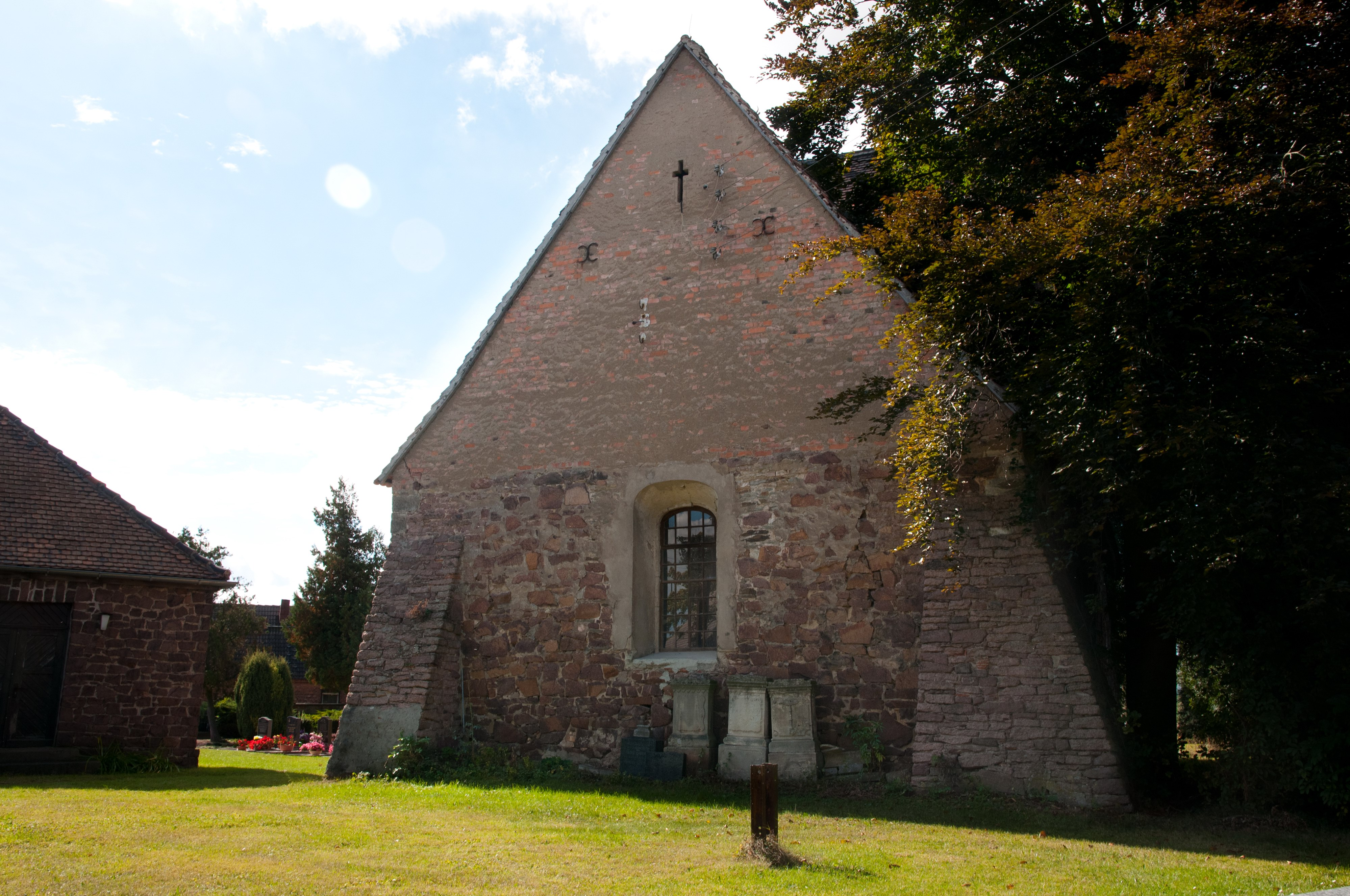
Церковь в Леттевице
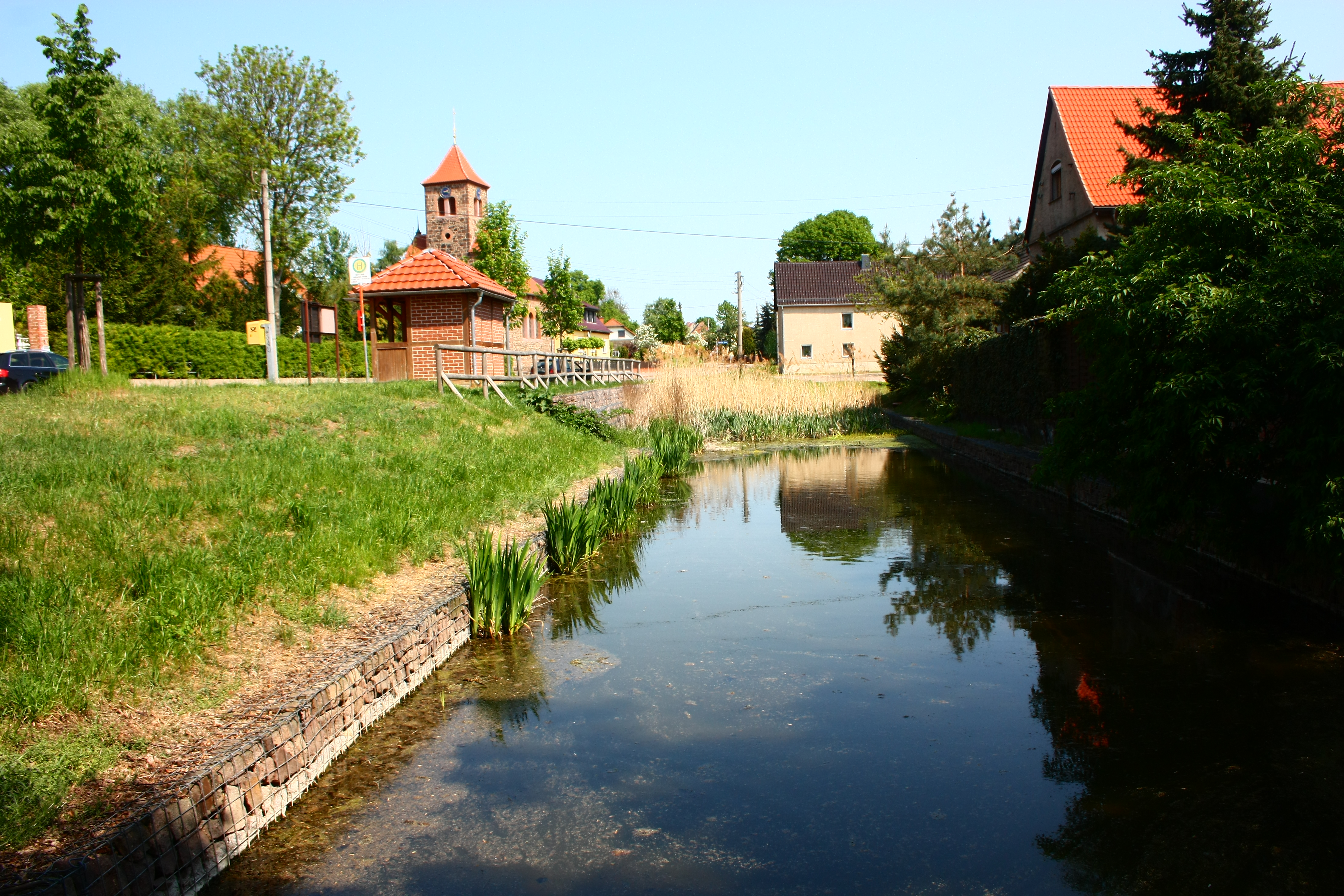
Деревенский пруд и церковь в Долебене
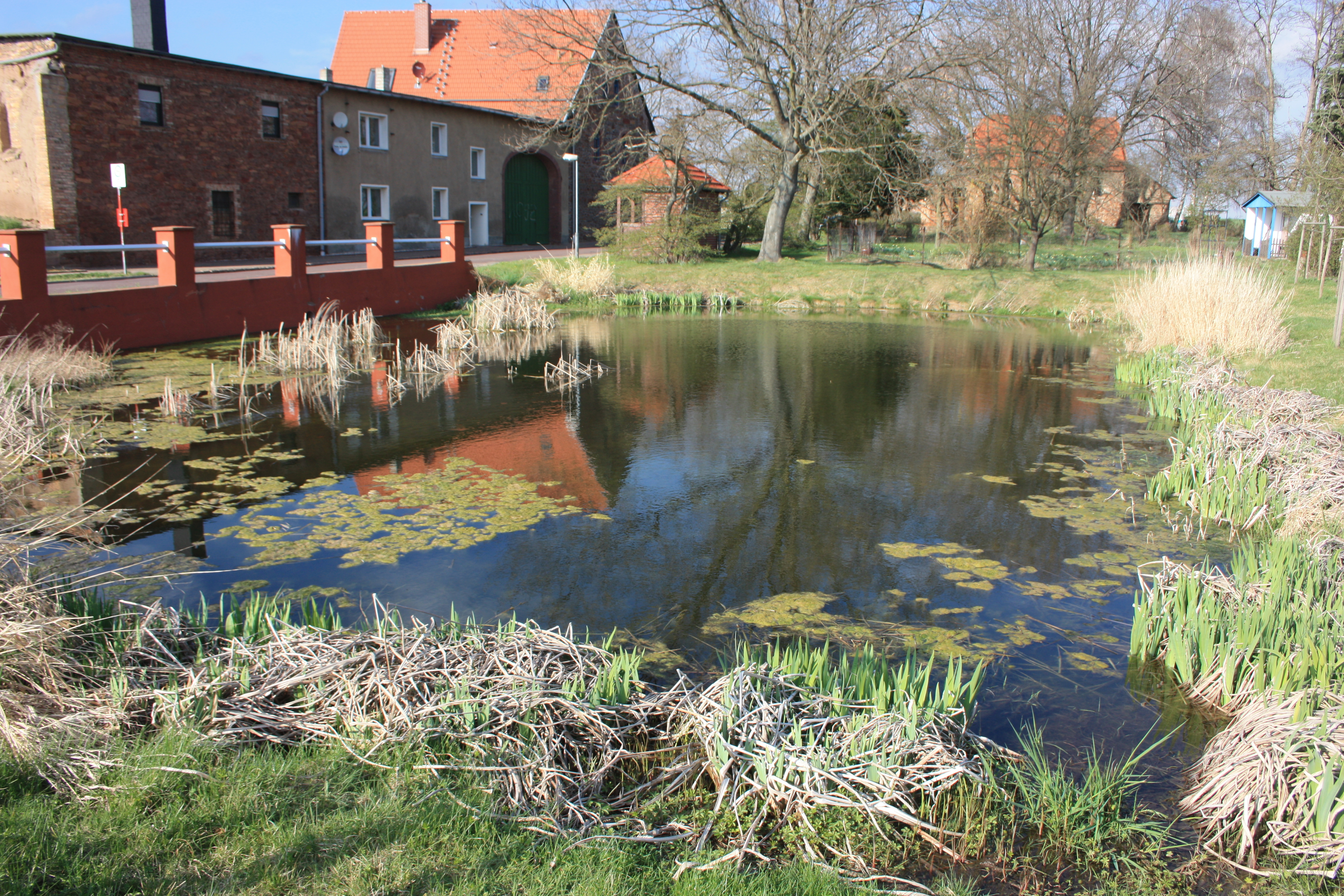
Деревенский пруд в Гёрбице